# Вилхелмина Ернестина Датска
Вилхелмина Ернестина Датска (на датски: Vilhelmine Ernestine af Danmark; на немски: Wilhelmine Ernestine von Dänemark; * 21 юни 1650, Копенхаген; † 22 април 1706, дворец Лихтенбург при Претин, Курфюрство Саксония) е принцеса от Дания и Норвегия от род Олденбург и чрез женитба курфюрстка на Пфалц (1680 – 1685).

## Живот
Тя е третата дъщеря на краля на Дания Фредерик III (1609 – 1670) и съпругата му принцеса София Амалия фон Брауншвайг-Каленберг (1628 – 1685), единствената дъщеря на херцог Георг фон Брауншвайг-Люнебург (1582 -1641) и принцеса Анна Елеонора фон Хесен-Дармщат (1601 – 1659). По-малка сестра е на Кристиан V (1646 – 1699), крал на Дания и Норвегия.
Вилхелмина е сгодена на 23 април 1670 г. в Копенхаген и се омъжва на 20 септември 1671 г. в Хайделберг за курфюрст Карл II фон Пфалц (* 31 март 1651; † 16 май 1685), големият син на курфюрст Карл I Лудвиг (1617 – 1680) и принцеса Шарлота фон Хесен-Касел (1627 – 1686). Бракът е нещастен и бездетен.
След смъртта на съпруга ̀й Вилхелмина живее при сестра си саксонската курфюрстка-вдовица Анна София Датска (1647 – 1717) в нейния вдовишки дворец Лихтенбург, където живее 20 години и умира там на 55-годишна възраст. Погребана е в гробницата построена от Балтазар Пермозер. След пет години сестра ѝ е погребана до нея. На 22 септември 1811 г. гробовете на Анна София и Вилхелмина Ернестина с останките им са изместени в катедралата на Фрайберг.